# デイリーフライヤー
『デイリーフライヤー』（Daily Flyer）は、JFN31局（金曜・祝日は変化あり）をネットし平日 13:00 - 13:30に生放送されるジャパンエフエムネットワーク（JFNC）制作のラジオ番組である。略称は「デリフラ」。

## 概要
『ヒルサイド・アヴェニュー』を30分縮小させる形で2003年10月1日放送開始。当初は『ヒルサイド・アヴェニュー』にあわせて月 - 木の放送であった。
あらゆるジャンルのリアルタイムなニュースから「その日その時気になる情報」を日替わりでピックアップ、今すぐ使える、誰かに話したくなる情報を届ける生放送の"NEWS情報バラエティ"であり、ジングルでも"AFTERNOON INFORMATION PROGRAM"と謳われている。
番組構成は「特集」と「ジャパネットたかた ラジオショッピング」から構成されている。生放送故に時差ネットはされず、局によっては自社制作番組内で内包している。また、祝日はホリデースペシャルを優先させて休止となる場合もある。年末年始はラジオショッピングもないため、番組そのものを休止するケースがある。
2006年4月からは『FRIDAY GOES ON!〜あっ、それいただき〜』を30分縮小させる形で4月7日より金曜日も放送開始、週5日の放送となった。なお、金曜日は自社制作を優先させてネットしない地域がある。
2008年4月からは井門宗之が登板し、ツートップ体制となった。井門は午前中に放送される『OH! HAPPY MORNING』の月・火も担当していることから週の前半に入ることはないが、急遽代打などで水曜～金曜日午前の番組を担当する事になった場合であっても当該曜日の『デイリーフライヤー』については通常通り出演する。

## パーソナリティ
- 大橋俊夫（元TOKYO FMアナウンサー）：月曜・火曜担当
番組開始当初より担当。
2006年4月 - 2008年3月は毎日。
2003年10月 - 2006年3月、2008年4月 - 2010年9月は月曜 - 木曜。
2010年10月 - 2012年9月は月曜 - 水曜。
2012年10月 - 2020年3月は月曜・火曜・金曜。
- 井門宗之（元JFNCパーソナリティ）：水曜 - 金曜担当
2008年4月より担当。
2010年9月までは金曜のみ。
2010年10月 - 2012年9月は木曜・金曜。
2012年10月 - 2020年3月は水曜・木曜。

担当曜日の変遷
| 期間                          | 月曜・火曜 | 水曜     | 木曜     | 金曜         |
| ----------------------------- | ---------- | -------- | -------- | ------------ |
| 2003年10月1日 - 2006年3月30日 | 大橋俊夫   | 大橋俊夫 | 大橋俊夫 | （放送なし） |
| 2006年4月3日 - 2008年3月28日  | 大橋俊夫   | 大橋俊夫 | 大橋俊夫 | 大橋俊夫     |
| 2008年3月31日 - 2010年10月1日 | 大橋俊夫   | 大橋俊夫 | 大橋俊夫 | 井門宗之     |
| 2010年10月4日 - 2012年9月28日 | 大橋俊夫   | 大橋俊夫 | 井門宗之 | 井門宗之     |
| 2012年10月1日 - 2020年3月27日 | 大橋俊夫   | 井門宗之 | 井門宗之 | 大橋俊夫     |
| 2020年3月30日 - 現在          | 大橋俊夫   | 井門宗之 | 井門宗之 | 井門宗之     |

## 番組内容
- 13:00 - オープニング
2008年3月まで番組開始までに入っているトピックを読み上げていたが廃止となり（月曜 - 木曜）、現在はオープニング後すぐ入りのコメント、曲、CMに入る。なお、金曜日のオープニングでは週末のイベント情報が読み上げられていたが、2008年10月よりオープニング後すぐ入りのコメント、曲、週末イベントなどの話題、「今日も聞いて得する30分 貴方の元へ」とコメントし、CMに入っている。
番組開始当初からのオープニングテーマ曲は2012年現在、井門担当日のみ使用され、大橋担当日は、すぐその日の1曲目がかかる。
  - 入りのコメント
現在の基本（かつての月 - 水曜日）「その日その時の気になる情報をお届けする、デイリーフライヤー“デリフラ”大橋俊夫（井門宗之）です」
かつての木・金曜日「ハッピーTODAYをあなたに。素敵な情報をお届けします、デイリーフライヤー井門宗之です」
  - 曲入り前のコメント
「今日も1時半までの30分 聞くと思わず○○したくなるかもしれない情報を 貴方の元へ」
- 13:04 - 特集（前半）
その日その時の気になる情報を提供。
2015年7月6日放送分より、毎週月曜日[注 2]は「MONDAY SPECIAL！デリフラエリアレポート！」と題し、前半の特集は全国各地の気になるイベントを3つ紹介する。
- 13:08 - ジャパネットたかたラジオショッピング
ジャパネットたかたのMC[注 3]と大橋・井門との掛け合いにより進行。井門と小野村の担当日は井門がその日のテーマに沿った無茶振り[注 4]を行い、小野村が商品紹介へとつなげる返しに窮しながら始まるのが通例（CMをまたぐ）。
なお、高田は必ず「FM28局（放送当時）」という言葉を発していた[注 5]。
- 13:21 - 特集（後半）
前半の続きを紹介する（CMをまたぐ）。
月曜日の後半の特集は、大橋が全国都道府県の市長・村長やJFN系列各局の関係者等に電話を繋いでトークする。
- 13:26 - エンディング
当日紹介したジャパネットの商品をもう一度紹介して終了。
井門担当日は最後に「この後も、ラジオと共に。」のコメントで締める。

## ネット局
2024年10月現在。全て同時生放送。本番組の旧・公式サイト（2013年6月までのもの）には、ネット局と併せて中継局の周波数も掲載されている。
全局、ウェブブラウザまたはスマートフォン・タブレットなどのアプリを介して「radiko」（無料のリアルタイムまたはタイムフリー）・「radiko.jpプレミアム」（有料のエリアフリー）・「ニコニコ生放送」（「ニコニコ超会議」開催期間中のみ）で聴取・視聴可能。
ただし、TOKYO FM・AIR-G'・K-MIX・FM大阪・FM FUKUOKA・FM沖縄は番組開始から未ネットとなっている。
- ○印...フルネット
- △印...特定の時期に限り、未ネット
- ×印...未ネット

| 放送対象地域   | 放送局名                                    | 月曜 - 水曜 | 木曜 | 金曜 | 備考           |
| -------------- | ------------------------------------------- | ----------- | ---- | ---- | -------------- |
| 宮城県         | エフエム仙台（Date fm）                     | ○           | ○    | ○    |                |
| 岩手県         | エフエム岩手（FM IWATE）                    | ○           | ○    | ○    | [ NETWORK 7 ]  |
| 秋田県         | エフエム秋田（AFM）                         | ○           | ○    | ○    |                |
| 山形県         | エフエム山形（Rhythm Station）              | ○           | ○    | ○    |                |
| 栃木県         | エフエム栃木（RADIO BERRY）                 | ○           | ○    | ○    |                |
| 長野県         | 長野エフエム放送（FM長野）                  | ○           | ○    | ○    |                |
| 富山県         | 富山エフエム放送（FMとやま）                | ○           | ○    | ○    |                |
| 石川県         | エフエム石川（HELLO FIVE）                  | ○           | ○    | ○    |                |
| 岐阜県         | エフエム岐阜（FM GIFU）                     | ○           | ○    | ○    |                |
| 三重県         | 三重エフエム放送（レディオキューブ FM三重） | ○           | ○    | ○    |                |
| 兵庫県         | 兵庫エフエム放送（Kiss FM KOBE）            | ○           | ○    | ○    | [ NETWORK 8 ]  |
| 山口県         | エフエム山口（FMY）                         | ○           | ○    | ○    |                |
| 鳥取県・島根県 | エフエム山陰（V-air）                       | ○           | ○    | ○    |                |
| 岡山県         | 岡山エフエム放送（FM OKAYAMA）              | ○           | ○    | ○    |                |
| 高知県         | エフエム高知（Hi-Six）                      | ○           | ○    | ○    |                |
| 長崎県         | エフエム長崎（FM Nagasaki）                 | ○           | ○    | ○    |                |
| 佐賀県         | エフエム佐賀（FMS）                         | ○           | ○    | ○    |                |
| 大分県         | エフエム大分（Air-Radio FM88）              | ○           | ○    | ○    |                |
| 鹿児島県       | エフエム鹿児島（μFM）                       | ○           | ○    | ○    |                |
| 広島県         | 広島エフエム放送（HFM）                     | ○           | ○    | ○    | [ NETWORK 9 ]  |
| 愛媛県         | エフエム愛媛（JOEU-FM）                     | ○           | ○    | ○    | [ NETWORK 10 ] |
| [ 注 7 ]       | interfm                                     | ○           | ○    | ○    | [ NETWORK 11 ] |
| 新潟県         | エフエムラジオ新潟（FM-NIIGATA）            | ○           | ○    | △    | [ NETWORK 12 ] |
| 青森県         | エフエム青森（AFB）                         | ○           | ○    | ×    | [ NETWORK 13 ] |
| 福島県         | エフエム福島（ふくしまFM）                  | ○           | ○    | ×    | [ NETWORK 14 ] |
| 滋賀県         | エフエム滋賀（e-radio）                     | ○           | ○    | ×    | [ NETWORK 15 ] |
| 香川県         | エフエム香川（FM香川）                      | ○           | ○    | ×    | [ NETWORK 16 ] |
| 徳島県         | エフエム徳島（FM TOKUSHIMA）                | ○           | ○    | ×    | [ NETWORK 17 ] |
| 熊本県         | エフエム熊本（FMK）                         | ○           | ○    | ×    | [ NETWORK 18 ] |
| 宮崎県         | エフエム宮崎（JOY FM）                      | ○           | ○    | ×    | [ NETWORK 19 ] |
| 福井県         | 福井エフエム放送（FM FUKUI）                | ○           | ○    | ×    | [ NETWORK 20 ] |
| 愛知県         | エフエム愛知（FM AICHI）                    | ○           | ○    | ×    | [ NETWORK 21 ] |
| 群馬県         | エフエム群馬（FM GUNMA）                    | ○           | ×    | ×    | [ NETWORK 22 ] |

## ネット局に関する補足
1. ↑  TOKYO FMでは同時間帯で「山崎怜奈の誰かに話したかったこと。」（月-木 13:00-14:55）、「JUMP UP MELODIES TOP 20」（金 13:00-14:55）を放送しているため未ネット。なお関東圏では特別加盟局のInterFM897が2023年4月3日から月曜 - 金曜の放送を開始している。
2. ↑  AIR-G'は同時間帯で「Be My Radio」（月-木 12:00-15:55）、「北川久仁子のbrilliant days×F」（金 9:00-17:30）を放送しているため未ネット。
3. ↑  K-MIXは同時間帯で「K-MIX GOOD-TIE!」（月-木 11:30-14:55）、「K-MIX FRIDAY CABIN」（金 11:30-14:00）を放送しているため未ネット。
4. ↑  FM大阪は同時間帯で「LOVE FLAP」（月-木 11:30-14:00）、「なんMEGA!」（金 12:00-15:00）を放送しているため未ネット。
5. ↑  FM FUKUOKAは同時間帯で「〜Ultra Radio Connection〜DIG!!!!!!!!FUKUOKA」（月-木 12:30-14:30）、「西日本シティ銀行 presents 教えて!コンシェルジュ!」（金 13:00-13:30）を放送しているため未ネット。
6. ↑  FM沖縄は同時間帯で「ハッピーアイランド」（月-金 11:30-13:55）を放送しているため未ネット。
7. ↑  エフエム岩手は2024年3月まで金曜のみ未ネット。4月改編にて同時間帯に放送されていた「Hiking レディオ」を30分繰り下げる形で枠を確保してネット開始。[8]
8. ↑  Kiss FM KOBEは月曜から木曜は「Wave!!!!」（12:00-14:55）に、金曜は「Viva la radio」（11:30-15:55）に内包している。
9. ↑  HFMは2008年3月31日にワイド番組の開始時刻を繰り下げる形で放送開始。2024年4月の改編で金曜日は「Mash The Radio」（11:30-14:55）に内包。
10. ↑  エフエム愛媛は2013年4月1日にワイド番組の開始時刻を繰り下げる形で放送開始。
11. ↑  interfmではJFN特別加盟後も自社制作の番組を編成していたが、2023年4月3日より放送を開始している。祝日などJFN加盟局がこの時間にTOKYO FM制作番組の全国ネット（Aライン）特番を編成する場合、特別加盟局かつ放送対象地域が重複するinterfmはAライン番組のネットを行っていないため、interfm向けにのみ当番組を配信するか、別番組に差し替えを行なうかは都度変わる。
12. ↑  FM-NIIGATAは冬期間（12月下旬から3月上旬）限定で金曜日の当時間帯（13:00-14:50、2020年シーズンは15:55まで）に以下の「FM-NIIGATA Winter Season Program」を編成したため、未ネットとなった。
  - 2006年・2007年シーズン「Be a Snow Jammer」[10]
  - 2008年・2009年・2010年・2011年シーズン「Crystal Snow Jamming」[11]
  - 2012年・2013年シーズン「Twinkle Snow Jam」[12]
  - 2014年・2015年・2016年シーズン「FM-NIIGATA Snow Jam Program -MOVE ON-」[13]
  - 2017年・2018年・2019年・2020年シーズン「LIFE is WINTERWONDERLAND」[14]

2021年シーズンの「Winter Season Program「SNOW JAM 2021-2022」(金曜9:00-10:50)[15]、2022年・2023年シーズンの「Let's GO TO NIIGATA!!!!! Winter サタナビ」(土曜11:00-12:55）[16]は別の時間帯での放送となったため影響を受けることはなかったが、2024年シーズンの「Snow Freak Jam」は再び金曜13:00-14:55[17]の放送となるためこの期間は未ネットとなった。また、2004年度の「Niigata Emotional Wave ～N.E.W.～」と2010年度の「FIGUEROA」では放送時間を12:00-14:50としており、当番組を中断して内包する形をとっていた。
13. ↑  エフエム青森では「Hello Radio〜サウスランド〜」の放送のため、金曜のみ未ネット。但し2022年4月1日は井門が当番組終了後にエフエム青森開局35周年記念特別番組「Radio Days」に出演する関係で当番組はFM青森のスタジオから全国に向けて生放送され、通常は金曜は放送しないFM青森でも放送された（そのため本来この時間に放送する「Hello Radio〜サウスランド〜」は10：30～11：00に放送時間が変更された）。
14. ↑  ふくしまFMでは2021年3月までは金曜もネットしていたが、翌4月より自社ワイド番組「福空間」を13:00-15:55に放送するため打ち切った。2023年4月からは「impress-GOOD FRIDAY-」を木曜日から移動する形で同時間帯に編成している[18][19]
15. ↑  e-radioでは「DIVER」(11:30-14:53)放送のため、金曜は未ネットとなっている。
16. ↑  FM香川では「Passion Live〜情熱生放送〜WEEKEND SHUTTLE」(11:30-15:55)の放送のため、金曜は未ネットとなっている。
17. ↑  エフエム徳島では「Nani-Show? FRIDAY!」（13:00-15:55）の放送のため、金曜は未ネットとなっている。
18. ↑  エフエム熊本では金曜は「FMK BEAT MAX」→「FMK BIG MONSTER」（12:00-14:39）放送のため未ネット。2022年9月まで月曜から木曜はワイド番組「FMK パンゲア!」（11:30-14:35）に内包されていた。同番組終了後は単独編成となっている。
19. ↑  JOY FMでは「Bunnyのナツウタ〜昭和歌謡をあなたに〜」（11:30-13:55）の放送のため、金曜は未ネットとなっている。
20. ↑  福井エフエム放送では、2015年4月1日より月曜から木曜の同時間帯をJFNC制作のワイド番組に切り替えたことにより放送を開始した。なお金曜は「Highlight Friday」（13:00-16:55）の放送のため引き続き未ネット。
21. ↑  FM AICHIでは長らく同時間帯に自社ワイド番組を編成していたためネットしていなかったが、2018年4月2日にワイド番組の開始時刻を繰り下げる形で月曜から木曜の放送を開始。2024年現在は「DAYDREAM MAGIC」（11:30-14:30）に内包される形となっている。なお、金曜日は「FRIDAY MAGIC」（11:30-14:55）には内包されておらず、引き続き未ネット。
22. ↑  FM GUNMAでは2022年3月31日までは「G★FORCE」（月曜から水曜 12:00-14:55）が休止となる祝日のみのネットだったが、同番組が金曜に移動することに伴い、2022年4月4日より月曜から水曜をネット。ただし、特別番組の放送のためネットしない場合がある。なお、木曜は「148 neo」(13:00-19:55)を放送のため、金曜は「FRIDAY フルスロットル!!!」（金曜 12:00-14:55）を放送のため祝日を問わず未ネット。ただし2016年11月3日と2022年5月5日は「148」の放送が祝日の特別編成の関係で休止だった為、臨時でネットし放送された。2024年4月で「FRIDAY フルスロットル!!!」が終了し、「FRIDAY GOES ON! 〜あっ、それいただきっ!〜」（金曜 13:30-15:55）をフルネットする一方、当時間帯には「ハラミちゃんのハラミファソRadio♪」を編成しているため引き続き未ネットとなっている。

## 備考
- 大橋担当日は毎回、テーマにちなんだ「デリネコ[注 9]」のイラストをスケッチブック[注 10]に描き下ろしており、公式サイトにも掲載される。2015年10月現在、スケッチブックは33冊目[20]に突入した。過去のスケッチブックは不定期でリスナーにプレゼントされる。
- 放送日が祝日に当たる場合、「ジャパネットたかたラジオショッピング」が無い『ホリデーエディション』として放送されることがある。ただし、ラジオショッピングが無いため放送されない局もある。
- かつては月に1回、「ジャパネットたかたラジオショッピング」のスペシャルが放送されており、このときは全てのコーナーが休止となっていた。これに代わる形で2022年1月より、不定期で『デイリーフライヤー ジャパネットたかた ラジオショッピング オンサタデー』と題した25分の特別番組を制作し、土曜日に一部ネット局[注 11]が全14回[注 12]放送した。ただし、同時放送ができない[注 13]ため、放送時間は局により異なる。2023年12月13日放送回では久しぶりに平日に放送された[35]。また、2024年11月27日にも平日にジャパネットたかたラジオショッピングスペシャルが放送された[36]。
- 年末年始は放送を休止[注 14]し、ネット局の自社制作番組の時間延長やJFNC制作の特別番組[注 15]放送で穴埋めされる。
- 番組のジングルにはパトリック・ハーラン（パックンマックン）がナレーションしているものも放送されている。
- 以前はラジオショッピングのときに大橋が「私、それ買います。」という発言が見られたが、最近では見られなくなった。
- 2010年3月16日の放送で通算放送回数1500回を迎えた。
- 2010年9月10日の放送では井門が夏休みをとっていたため、月 - 木の大橋が担当した。このとき、放送で大橋が「金曜日はこのタイミングで曲がかかるのですね」と発言している（金曜はオープニング直後に曲がかからない）。
- 2011年2月21日から2月23日の放送は大橋が春休みをとっていたため、代打として荘口彰久が担当した。
- ジャパネットたかたの元社長である髙田明は現在不定期で番組に出演しており、2020年11月30日 - 12月4日に展開された「ジャパネットたかたラジオショッピング30周年スペシャル」内では12月1日に、2022年は7月18日、8月5日に出演している。髙田曰く「ラジオショッピングで始めた立場からしてラジオに恩義がある」とのこと。
- 2022年11月3日の放送は『Seasoning -season your life with music-』が「FMフェスティバル」による特別編成により番組が休止した関係で、当番組は55分放送された（InterFM897などは13:30-13:55の後半部分のみネットした。）。
- 2023年8月30日から9月1日の放送は井門が夏休みをとっていたため、代打として小堺翔太が8月30日放送分を、佐藤千晶が8月31日 - 9月1日放送分を担当した。